# Diponthus communis
Diponthus communis är en insektsart som beskrevs av Bruner, L. 1900. Diponthus communis ingår i släktet Diponthus och familjen Romaleidae. Inga underarter finns listade i Catalogue of Life.